# Lanarvily
Lanarvily település Franciaországban, Finistère megyében. Lakosainak száma 406 fő (2022. január 1.). Lanarvily Le Drennec, Le Folgoët, Kernilis és Loc-Brévalaire községekkel határos.

## Népesség
A település népességének változása:
| Lakosok száma | 291  | 272  | 281  | 345  | 435  | 430  | 421  | 414  | 411  | 406  |
|               | 1968 | 1982 | 1990 | 2006 | 2013 | 2015 | 2017 | 2019 | 2020 | 2022 |